# Stanisław Rotstad
Stanisław Rotstad (ur. 9 września 1895, zm. 1 września 1994) – polski lekarz i major Wojska Polskiego.

## Życiorys
Urodził się we wrześniu 1895 roku w Warszawie, gdzie uczęszczał do VI Gimnazjum Męskiego.
W trakcie I wojny światowej, służył pełniąc funkcje sanitarne w 3 pułku piechoty armii rosyjskiej. W 1915 roku został ciężko ranny, podczas walk pod Kownem (otrzymał po tym awans na podporucznika sanitarnego).  
Po powrocie do Warszawy w sierpniu 1918 roku, rozpoczął studia na Wydziale Lekarskim Uniwersytetu Warszawskiego. Dyplom lekarski doktora nauk medycznych otrzymał w marcu 1925  (specjalizował się w chirurgii, okulistyce oraz położnictwie).
W 1926 został służbowo przeniesiony do 10 pułku piechoty, stacjonującego w Łowiczu, gdzie pracował najpierw jako młodszy, a następnie główny lekarz pułku. W 1938 przeszedł w stan spoczynku w stopniu majora i podjął prywatną praktykę lekarską w Łowiczu. Był inicjatorem powstania Łowickiego Towarzystwa Lekarskiego. Był aktywnym działaczem lokalnych struktur Polskiego Czerwonego Krzyża.
Do Łowicza powrócił po II wojnie światowej, biorąc aktywny udział w odbudowie miasta. Pracował jako lekarz w Urzędzie Pocztowo-Telegraficznym oraz w Szkole Rolniczej na Blichu. W latach 1948–1949 pełnił obowiązki lekarza powiatowego.
Zmarł 1 września 1994. Został pochowany na cmentarzu katedralnym w Łowiczu.

## Ordery i odznaczenia
- Srebrny Krzyż Zasługi – 18 marca 1932 „za zasługi na polu lecznictwa w wojsku”[4]

## Upamiętnienie
W 1994 roku ukazał się film dokumentalny pt. Człowiek z fotografii, którego bohaterem był Stanisław Rotstad.
W 1998 roku ukazał się pamiętnik Stanisława Rotstada pt. Łowicki Judym Pamiętniki doktora Stanisława Rotstada pod redakcją Haliny Dusińskiej i Janusza Kapuścika (Główna Biblioteka Lekarska, Warszawa, 1998).
Od 1997 roku jest patronem jednej z ulic w Łowiczu na terenie Starego Miasta.
W 2010 roku został patronem 39. drużyny harcerskiej łowickiego hufca Związku Harcerstwa Polskiego.
Jego podobizna znajdowała się na logo łowickich obchodów setnej rocznicy odzyskania przez Polskę niepodległości, które zaprojektował Jacek Rutkowski.
W 2018 roku pośmiertnie otrzymał tytuł Honorowego Obywatela Łowicza.
W 2018 roku ukazała się monografia dr Katarzyny Piotrkiewicz pt. Stanisław Rotstad (1895-1994). Lekarz, żołnierz, humanista. (Łowicki Ośrodek Kultury, Łowicz, 2018; ISBN:9788394367015).